# لوبیشچه
لوبیشچه (به لاتین: Lubieszcze) یک روستا در لهستان است که در گمینا برانگسک واقع شده‌است. لوبیشچه ۲۱۰ نفر جمعیت دارد.